# جفرسون (مین)
جفرسون (به انگلیسی: Jefferson) یک منطقهٔ مسکونی در ایالات متحده آمریکا است که در شهرستان لینکلن، مین واقع شده‌است. جمعیت در سرشماری سال ۲۰۲۰ ۲۵۵۱ نفر بوده‌است. پارک ایالتی دریاچه داماریسکوتا، منطقه ای محبوب برای شنا، قایق‌رانی و پیک نیک در ساحل میانی، در محدوده شهر واقع شده‌است.
جفرسون شهری در شهرستان لینکلن است که در ۲۴ فوریه ۱۸۰۷، زمانی که توماس جفرسون رئیس‌جمهور بود، از بالستون پلنتیشن ثبت شد. در طول قرن نوزدهم، زمینی را به سمت آلنا و نیوکاسل حرکت داد و زمینی را از پاتریک تاون ضمیمه کرد که بعداً به عنوان سامرویل ثبت شد.
معادن متروکه گرانیت و بانک‌های رسی که در آن آجر ساخته می‌شد نشان از فعالیت‌های اقتصادی اولیه این منطقه دارد.

## جغرافیا
طبق آمار اداره سرشماری ایالات متحده، مساحت این شهر ۵۸٫۵۸ مایل مربع (۱۵۱٫۷۲ کیلومتر مربع) است. که ۵۲٫۵۷ مایل مربع (۱۳۶٫۱۶ کیلومتر مربع) خشکی است و ۶٫۰۱ مایل مربع (۱۵٫۵۷ کیلومتر مربع) آب است. جفرسون در خلیج بزرگ دریاچه داماریسکوتا واقع شده‌است. پارک ایالتی دریاچه داماریسکوتا ۱۷-جریب-فرنگی (۶۹٬۰۰۰-متر-مربع) دارد پارک ایالتی واقع در جفرسون.

## جمعیت‌شناسی

### سرشماری ۲۰۱۰
بر اساس سرشماری سال ۲۰۱۰، ۲۴۲۷ نفر، ۱۰۱۰ خانوار و ۷۰۳ خانوار در این شهر زندگی می‌کردند. تراکم جمعیت ۴۶٫۲ ساکن در هر مایل مربع (۱۷٫۸ ساکن در هر کیلومتر مربع). 1564 واحد مسکونی با تراکم متوسط ۲۹٫۸ بر مایل مربع (۱۱٫۵ بر کیلومتر مربع) داشت. ترکیب نژادی شهر ۹۸٫۱٪ سفید، ۰٫۳٪ آفریقایی آمریکایی، ۰٫۵٪ بومی آمریکایی، ۰٫۲٪ آسیایی، ۰٫۱٪ از نژادهای دیگر، و ۰٫۷٪ از دو یا چند نژاد بود. اسپانیایی یا لاتین تبار از هر نژاد ۱٫۵٪ از جمعیت را تشکیل می‌دادند.
تعداد ۱۰۱۰ خانوار وجود دارد که ۲۸٫۲ درصد دارای فرزندان زیر ۱۸ سال با آنها زندگی می‌کنند، ۵۷٫۲ درصد متاهل زندگی می‌کنند، ۸٫۲ درصد خانه‌دار زن بدون حضور شوهر، ۴٫۲ درصد صاحب خانه مرد بدون حضور همسر، و ۳۰٫۴ درصد غیرخانواده بودند. ۲۳٫۰٪ از کل خانواده‌ها را افراد تشکیل می‌دادند و ۸٫۹٪ فردی داشتند که به تنهایی زندگی می‌کرد که ۶۵ سال یا بیشتر داشت. متوسط بعد خانوار ۲٫۳۹ و متوسط بعد خانوار ۲٫۷۹ بود.
میانگین سنی در این شهر ۴۶ سال بود. ۲۰ درصد ساکنان زیر ۱۸ سال بودند. ۶٫۹ درصد بین ۱۸ تا ۲۴ سال سن داشتند. ۲۲٫۱٪ از ۲۵ تا ۴۴ بودند. ۳۴ درصد از ۴۵ تا ۶۴ بودند. و ۱۷٫۱ درصد ۶۵ سال یا بیشتر سن داشتند. ترکیب جنسیتی شهر ۴۹٫۸ درصد مرد و ۵۰٫۲ درصد زن بوده‌است.

### سرشماری سال ۲۰۰۰
بر اساس سرشماری سال ۲۰۰۰، ۲۳۸۸ نفر، ۹۴۵ خانوار و ۶۸۷ خانوار در این شهر زندگی می‌کردند. تراکم جمعیت ۴۵٫۳ نفر در هر مایل مربع (17.5/ km2) بود. ۱۴۲۷ واحد مسکونی با تراکم متوسط ۲۷٫۱ در هر مایل مربع (10.5/ km2) وجود داشت. ترکیب نژادی شهر ۹۸٫۸۳٪ سفید، ۰٫۰۸٪ آفریقایی آمریکایی، ۰٫۰۴٪ بومی آمریکایی، ۰٫۱۷٪ آسیایی، ۰٫۱۳٪ از نژادهای دیگر، و ۰٫۷۵٪ از دو یا چند نژاد بود. اسپانیایی یا لاتین تبار از هر نژاد ۰٫۳۴٪ از جمعیت را تشکیل می‌دادند.
تعداد ۹۴۵ خانوار بود که از این تعداد ۳۱٫۷ درصد دارای فرزندان زیر ۱۸ سال با آنها زندگی می‌کردند، ۶۲٫۴ درصد متاهل زندگی می‌کردند، ۶٫۳ درصد خانه‌دار زن بدون حضور شوهر و ۲۷٫۲ درصد غیرخانواده بودند. ۲۱٫۲ درصد از کل خانوارها را افراد تشکیل می‌دادند و ۹٫۱ درصد فردی را به تنهایی زندگی می‌کردند که ۶۵ سال یا بیشتر داشت. متوسط بعد خانوار ۲٫۵۲ و متوسط بعد خانواده ۲٫۹۱ بود.
جمعیت در شهر پراکنده بوده و ۲۴٫۶ درصد زیر ۱۸ سال، ۵٫۵ درصد از ۱۸ تا ۲۴ سال، ۲۸٫۷ درصد از ۲۵ تا ۴۴، ۲۶٫۳ درصد از ۴۵ تا ۶۴ سال و ۱۴٫۹ درصد افراد ۶۵ سال یا ۶۵ سال سن داشته‌اند. مسن تر. میانگین سنی ۴۰ سال بود. به ازای هر ۱۰۰ زن، ۹۷٫۴ مرد وجود داشت. به ازای هر ۱۰۰ زن ۱۸ ساله و بالاتر، ۹۸٫۶ مرد وجود دارد.
متوسط درآمد یک خانوار در شهر ۴۲۳۱۱ دلار و متوسط درآمد یک خانواده ۴۵۶۹۴ دلار بود. درآمد متوسط مردان ۳۰۸۶۵ دلار در مقابل ۲۵۴۳۰ دلار برای زنان بود. درآمد سرانه برای این شهر ۲۰۲۹۸ دلار بود. حدود ۷٫۳ درصد از خانواده‌ها و ۱۲٫۳ درصد از جمعیت زیر خط فقر بودند، از جمله ۱۷٫۴ درصد از افراد زیر ۱۸ سال و ۱۱٫۴ درصد از افراد ۶۵ سال یا بیشتر.

## دولت
دولت جفرسون متشکل از یک هیئت منتخب سه نفره است، هر سال یک منتخب رئیس انتخاب می‌شود، این شخص بر جلسات ماهانه نظارت می‌کند. هیچ مدیر شهر وجود ندارد، یک کارمند شهر، عملیات روزانه را حفظ می‌کند. رئیس آتش‌نشانی منتخب والتر موریس است

## تحصیلات
جفرسون یک مدرسه عمومی K-8 و یک کتابخانه عمومی دارد. مدرسه دهکده جفرسون بخشی از  است. دانش آموزان دبیرستانی مجاز به رفتن به هر یک از دبیرستان‌های محلی اطراف هستند.